# George Charles Deering
George Charles Deering, właśc. Georg Karl Dering (ur. ok. 1695, zm. 1749) – brytyjski botanik niemieckiego pochodzenia. 
Pochodził z Saksonii, potem naturalizowany w Anglii.
Gdy w 1721 roku w Oksfordzie Johann Jakob Dillen (1687-1747) założył Towarzystwo Botaniczne (Botanical Society), Deering został jego członkiem. 